# Ciclocross de Igorre
El Ciclocross de Igorre (en euskera y oficialmente: Ziklocross Igorre) es una carrera ciclista de ciclocrós española que se disputa en la localidad vizcaína de Yurre, en el mes de diciembre.
Creada en 1977 entre el 1979 y 1992 se disputó en un circuito en el barrio de San Cristóbal, hasta que a causa de la creación de la Copa del Mundo (a partir de 1993) se trasladó al barrio de Olabarri. Pese al ajustado presupuesto de las primeras ediciones solo la primera fue amateur. Formó parte de la Copa del Mundo de la especialidad consecutivamente desde 2005 hasta 2011 -anteriormente también fue puntuable en ediciones aisladas: 1993-1995 y 2001-. Sin embargo, en 2012 bajó de categoría situándose en la categoría C2 (última categoría del profesionalismo) y en los años 2014-2015 como prueba amateur.

Los organizadores siempre han sido los mismos, que para gestionar la carrera crearon en 1980 la asociación Arratiako Ziklista Elkartea.

## Palmarés

### Masculino
En amarillo: edición amateur.
| Año  | Ganador                  | Segundo                  | Tercero                  |
| ---- | ------------------------ | ------------------------ | ------------------------ |
| 1977 | José María Yurrebaso     | Iñaki Mayora             | Ramón Medina             |
| 1978 | Peter Haegi              | Alfons Van Parijs        | Martin De Cock           |
| 1979 | Reimund Dietzen          | José María Yurrebaso     | Peter Haegi              |
| 1980 | Iñaki Mayora             | Iñaki Vijandi            | José María Yurrebaso     |
| 1981 | Klaus-Peter Thaler       | Iñaki Mayora             | Francisco Sala           |
| 1982 | Gilles Blaser            | Benito Durán             | José María Yurrebaso     |
| 1983 | José María Yurrebaso     | Frank Ommer              | Iñaki Mayora             |
| 1984 | Mathieu Hermans          | Paul De Brauwer          | Francisco Sala           |
| 1985 | Albert Zweifel           | Marcel Russenberger      | José María Yurrebaso     |
| 1986 | Albert Zweifel           | Pascal Richard           | Paul De Brauwer          |
| 1987 | José María Yurrebaso     | Francisco Sala           | Christian Hautekeete     |
| 1988 | Albert Zweifel           | Laurent Dufaux           | Adrie Van der Poel       |
| 1989 | Petr Hric                | Pascal Richard           | Eric Chanton             |
| 1990 | Stanilav Bambula         | Laurent Dufaux           | Pascal Richard           |
| 1991 | Radovan Fort             | Karel Camrda             | Huub Kools               |
| 1992 | Daniele Pontoni          | Karel Camrda             | Peter Van Den Abeele     |
| 1993 | Paul Herijgers           | Danny De Bie             | Adrie Van der Poel       |
| 1994 | Daniele Pontoni          | Jérôme Chiotti           | Paul Herijgers           |
| 1995 | Daniele Pontoni          | Luca Bramati             | Jiri Pospisil            |
| 1996 | Daniele Pontoni          | Ondrej Lukes             | Jiri Pospisil            |
| 1997 | Jiri Pospisil            | Ondrej Lukes             | Kamil Ausbuher           |
| 1998 | Daniele Pontoni          | Jiri Pospisil            | Petr Dlask               |
| 1999 | Beat Wabel               | David Seco               | Václav Jezek             |
| 2000 | Daniele Pontoni          | Beat Wabel               | Jiri Pospisil            |
| 2001 | Sven Nys                 | Bart Wellens             | Erwin Vervecken          |
| 2002 | Mario De Clercq          | David Seco               | Jiri Pospisil            |
| 2003 | Jiri Pospisil            | David Seco               | John Gadret              |
| 2004 | Arnaud Labbe             | David Seco               | František Klouček        |
| 2005 | Bart Wellens             | Petr Dlask               | Enrico Franzoi           |
| 2006 | Sven Nys                 | Bart Wellens             | Klaas Vantornout         |
| 2007 | Sven Nys                 | Bart Wellens             | Klaas Vantornout         |
| 2008 | Sven Nys                 | Klaas Vantornout         | Erwin Vervecken          |
| 2009 | Zdeněk Štybar            | Niels Albert             | Sven Nys                 |
| 2010 | Niels Albert             | Francis Mourey           | Sven Nys                 |
| 2011 | Kevin Pauwels            | Sven Nys                 | Tom Meeusen              |
| 2012 | Aitor Hernández          | Egoitz Murgoitio         | Isaac Suárez             |
| 2013 | Aitor Hernández          | Javier Ruiz de Larrinaga | Martin Haring            |
| 2014 | Aitor Hernández          | Javier Ruiz de Larrinaga | Kevin Suárez             |
| 2015 | Kevin Suárez             | Aitor Hernández          | Ismael Esteban           |
| 2016 | Stan Godrie              | Ismael Esteban           | Nadir Colledani          |
| 2017 | Wietse Bosmans           | Aitor Hernández          | Javier Ruiz de Larrinaga |
| 2018 | Javier Ruiz de Larrinaga | Aitor Hernández          | Jon Munitxa              |
| 2019 | Felipe Orts              | Kevin Suárez             | Ismael Esteban           |
| 2022 | Anton Ferdinande         | Kevin Suárez             | Gonzalo Inguanzo         |
| 2024 | Yorben Lauryssen         | Mario Junquera           | Miguel Rodríguez Novoa   |

### Femenino
| Año  | Ganadora       | Segunda                | Tercera         |
| ---- | -------------- | ---------------------- | --------------- |
| 2016 | Aida Nuño      | Lucía González         | Sara Casasola   |
| 2017 | Elle Anderson  | Aida Nuño              | Lucía González  |
| 2018 | Luisa Ibarrola | Olatz Odriozola        | Paula Suárez    |
| 2019 | Lucía González | Aida Nuño              | Olivia Onesti   |
| 2022 | Lucía González | Sofía Rodríguez Revert | Irene Trabazo   |
| 2024 | Noémie Garnier | Sofía Rodríguez Revert | Alicia González |

## Palmarés por países
| País            | Victorias |
| --------------- | --------- |
| Bélgica         | 12        |
| España          | 10        |
| Italia          | 6         |
| Suiza           | 6         |
| República Checa | 5         |
| Alemania        | 2         |
| Países Bajos    | 2         |
| Eslovaquia      | 1         |
| Francia         | 1         |

| País           | Victorias |
| -------------- | --------- |
| España         | 4         |
| Estados Unidos | 1         |
| Francia        | 1         |